# Illimani
Illimani – najwyższy szczyt pasma Cordillera Real, jednego z łańcuchów w Andach Boliwii. Leży niedaleko na południe od La Paz, skąd jest dobrze widoczny. Po Sajama to drugi szczyt Boliwii. 
Pierwsza próba zdobycia Illimani miała miejsce w 1877 r. Brali w niej udział C. Wiener, J. de Grumkow, i J. C. Ocampo. Nie dotarli do głównego szczytu, ale zdobyli południowy, niższy. Brytyjczyk William Martin Conway i dwóch Szwajcarów Antonio Maquignaz i Luigi Pellissier dokonali pierwszego udanego wejścia 9 września 1898 r.
1 stycznia 1985 rozbił się tutaj Boeing 727 linii Eastern Air Lines. W 2006 na topniejącym lodowcu odnaleziono część jego wraku. 

## Galeria

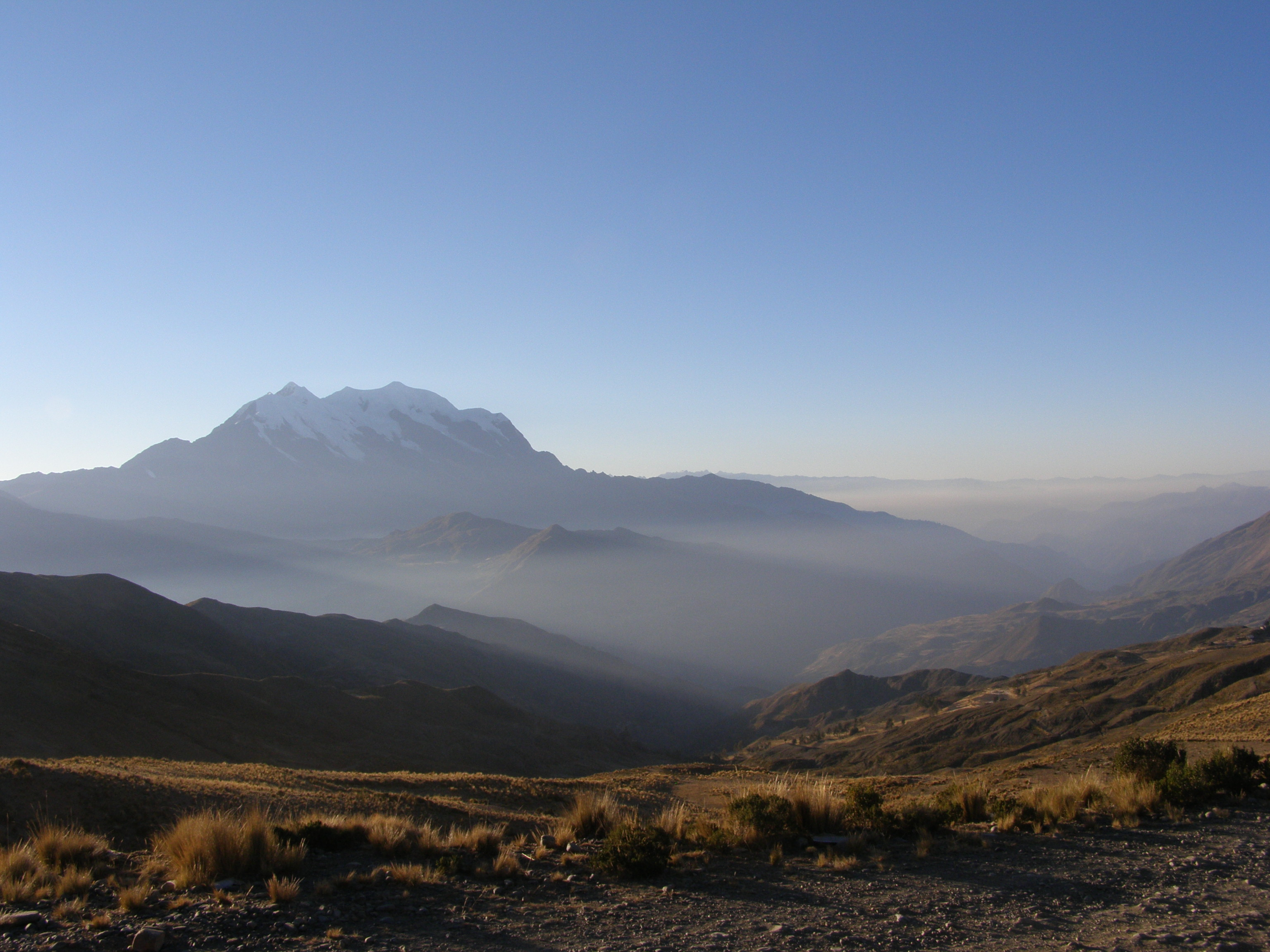
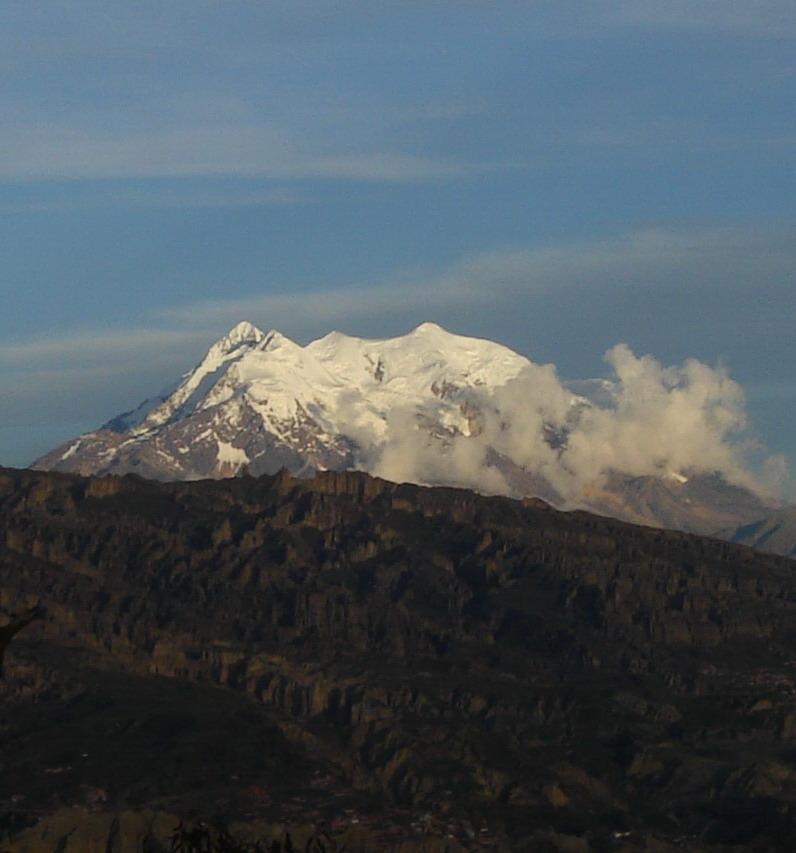
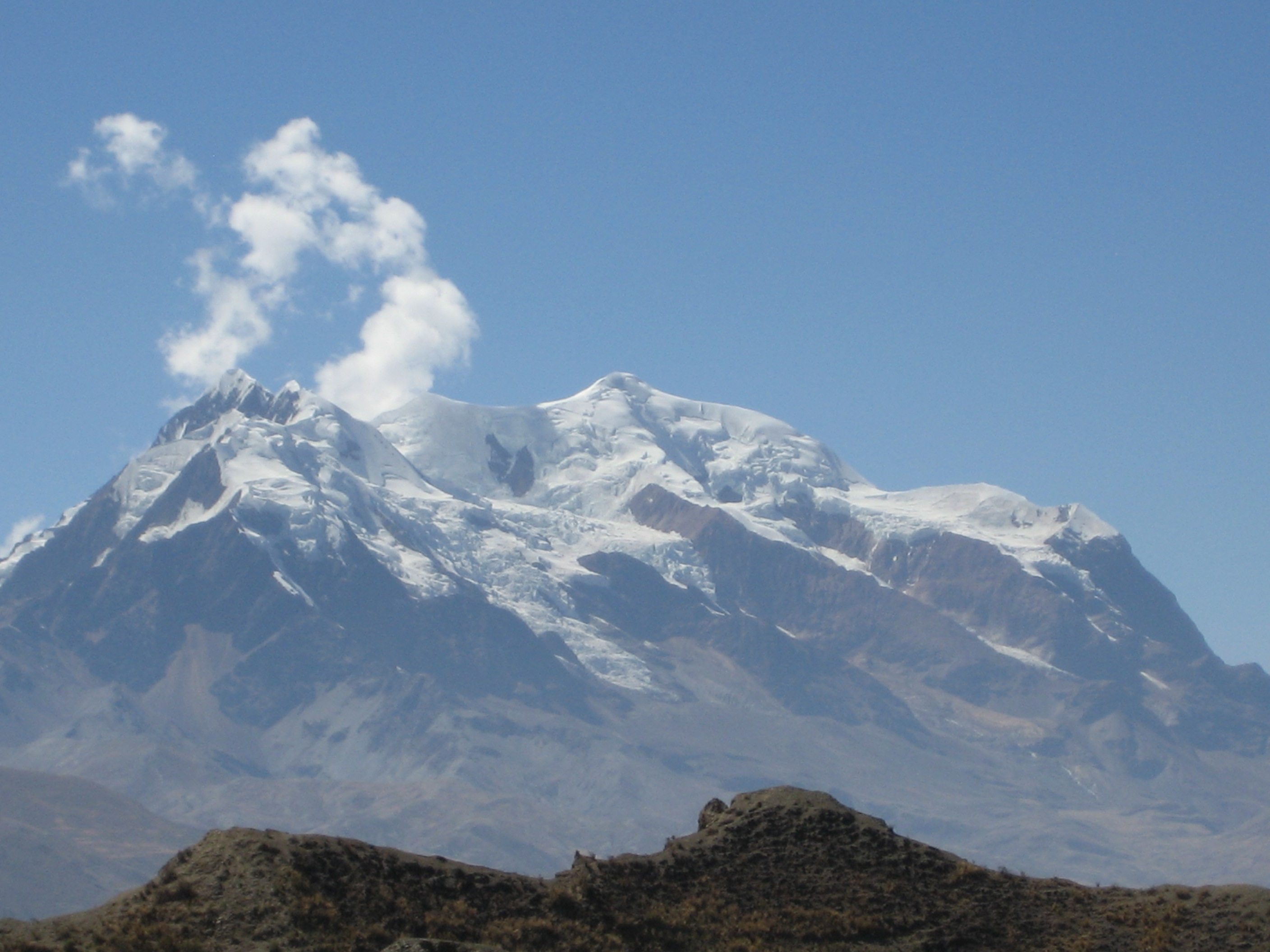